# Sydney White – Campus Queen
Sydney White – Campus Queen (Originaltitel: Sydney White) ist eine US-amerikanische Filmkomödie aus dem Jahr 2007. Regie führte Joe Nussbaum, das Drehbuch schrieb Chad Creasey.

## Handlung
Sydney White, Tochter eines Installateurs, fängt ein Studium an der Southern Atlantic University an. Sie möchte derselben Sorority (dt. Studentinnenverbindung) Kappa Phi Ny beitreten, der bereits ihre früh verstorbene Mutter angehörte, wird allerdings von diesen sehr enttäuscht und von deren eingebildeten und langjährigen Präsidentin Rachel Witchburn öffentlich gedemütigt.
Sie zieht daraufhin zu einer Gruppe von sieben Außenseitern, die im heruntergekommenen Vortex-Haus wohnen, einer Bleibe für Kommilitonen ohne Verbindung. Sydney setzt sich für die bisher zu Unrecht Benachteiligten ein und freundet sich mit diesen an, denn sie stellt fest, dass ihr diese von ihrem Wesen her näher stehen als das ganze oberflächliche Schickimicki-Getue in dem Verbindungshaus, in das sie ursprünglich wollte.
Schließlich mobilisiert sie die Außenseiter, für ihre Rechte einzutreten und um den Erhalt des Vortex-Hauses zu kämpfen. Ihr neuer Freund Tyler, Präsident einer anderen Verbindung und früher mal mit Rachel zusammen, lernt das patente Mädel ebenfalls kennen und lieben. Belastet wird ihr Verhältnis dadurch, dass er vorher mit Rachel für einen Neubau eines Gemeinschafts-Hauses stimmte, aber nicht wusste, dass diese es anstelle des Vortex-Hauses bauen lassen wollte.
Sydney und ihre Freunde werden immer wieder von Witchburn denunziert und lächerlich gemacht, die in ihren Versuchen ihre elitäre Position zu verteidigen zu immer unfaireren Mitteln greift. Schlussendlich heuert diese einen Hacker an, um Sydneys Festplatte zu löschen und ihr damit die Zensur und ihre Vorbereitungen zur Wahlkampfdebatte zu nehmen und sie so zu schlagen.
Doch gerade noch rechtzeitig kann Tyler sie mit einem Kuss wecken, nachdem sie die ganze Nacht hindurch ihre Arbeit neu schrieb, und so kommt sie noch zeitig zur Debatte. Erst steht sie recht allein gegen Witchburn, doch dann tauchen etliche der von Rachel so verhassten „Unterprivilegierten“ auf und unterstützen sie. Mit dem Slogan „Ich bin Idealist“ reißt sie alle mit
und gewinnt die Wahl zum Student Council President.
Rachel wird von ihren Verbindungsschwestern mit den gleichen Argumenten abgesetzt, mit denen sie schon Sydney aus der Verbindung warf. Zum Schluss helfen alle mit, dass Vortex-Haus zu renovieren, auch ihr durch einen betrübt klingenden Anruf herbeigeilter Vater und seine Angestellten, mit denen sie seit ihrer Kindheit aufwuchs.

## Kritiken
Sheri Linden schrieb in der Zeitschrift The Hollywood Reporter vom 21. September 2007, der Film sei nicht durch ein Märchen der Brüder Grimm, sondern durch die Popkultur inspiriert. Er sei für Menschen im Alter unter 30 Jahren bestimmt. Das „gelegentlich clevere“ Drehbuch sei eine Mischung der cartoonhaften Karikatur und der Sich-Wohlfühlen-Botschaft. Der Film brauche viel zu lange, um in den Schwung zu kommen.
Die Zeitung Orlando Sentinel schrieb, der Film zeige, welche Nachwirkungen ein lange andauerndes Auftreten in den Fernsehsitcoms haben könne. Der Kritiker vermisste die „schwungvolle“ Bynes aus dem Film She’s the Man – Voll mein Typ!, was er zum Teil mit dem Schnitt und weitgehend mit dem Drehbuch erklärte. Die Regie sei „mittelmäßig“.

## Hintergründe
Der Film wurde in Orlando und in einigen anderen Orten in Florida gedreht. Seine Produktionskosten betrugen schätzungsweise 16,5 Millionen US-Dollar. Der Film startete in den Kinos der USA am 21. September 2007.

## Trivia
Der Film spielt immer wieder auf das Märchen von Schneewittchen und den sieben Zwergen an. So sind es beispielsweise 7 Außenseiter, mit denen sie zusammenwohnt, ihre Gegenspielerin heißt mit Nachnamen Witchburn, ihr Freund Tyler Prince und sie selbst Sydney White (Schneewittchen auf Englisch: Snow White). Das Virus, mit dem ihre Festplatte zerstört wird, heißt 'Der vergiftete Apfel'. Kurz vor dem entscheidenden Showdown schläft sie ein und wird erst wach, als „ihr Prinz“ sie wachküsst.